# Ike Mann
Ike Mann (Windsor, Reino Unido; 8 de septiembre de 1980) es un productor, músico y gestor de talentos británico. Mann creció en Windsor, Reino Unido.

## Biografía
Mann nació en Windsor, un pequeño pueblo de Inglaterra, y fue el mayor de cuatro hermanos. La carrera de Mann como músico comenzó cuando a los 18 años organizó un concierto en el Trades Hall de Sunningdale para el club ciclista local. Cerca de 300 personas se presentaron con una ganancia de £ 800. Su primer disco comprado fue el álbum debut de Ice Cube "AmeriKKKa’s Most Wanted".
Se mudó a Londres en 2012. Como manager de talentos, representó a Paris Hilton, Rick Ross, Hayden Panettiere, Winnie Harlow, Boyzone, Wladimir Klitschko, entre otros artistas. A pesar de que trabajó con artistas conocidos, siempre estuvo atento a los recién llegados prometedores, por lo que promovió al productor, escritor, músico y cantante con sede en Birmingham Isla Wolfe.